# اوندیل استیتس (جورجیا)
اوندیل استیتس (به انگلیسی: Avondale Estates) یک شهر در ایالات متحده آمریکا با جمعیت ۲٬۹۶۰ نفر است که در جورجیا واقع شده‌است.